# Tom Stubbe
Tom Stubbe (født 26. maj 1981) er en belgisk tidligere professionel cykelrytter.